# Muzułmanie w Indiach

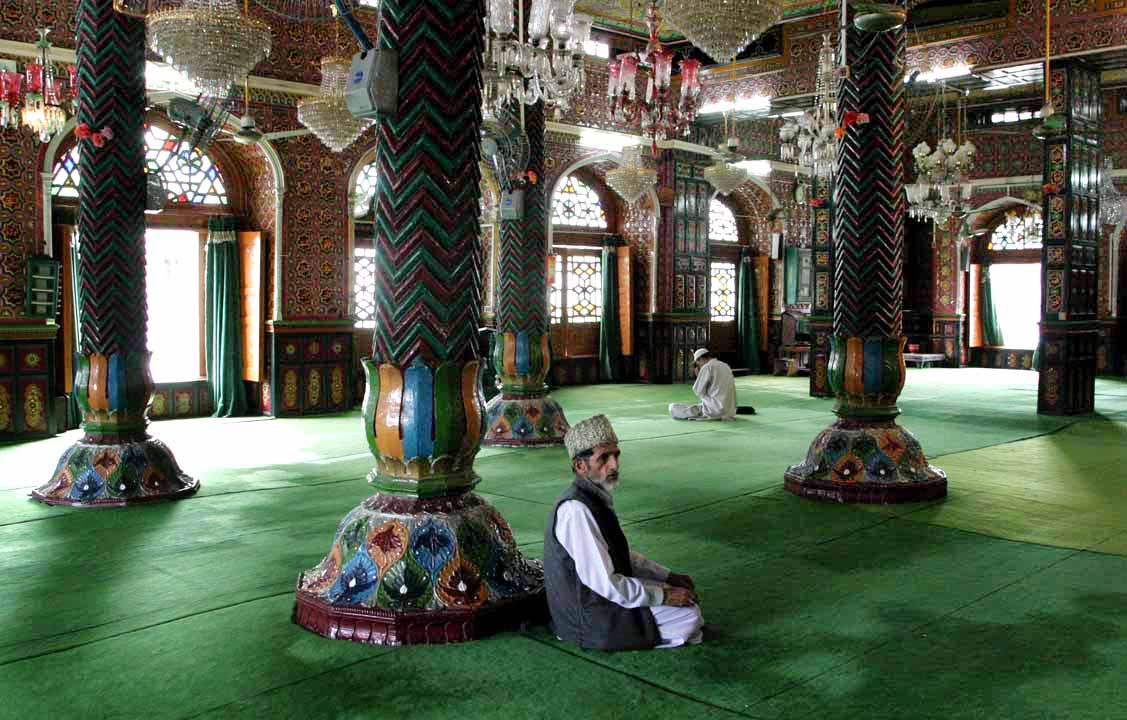
Muzułmanie modlący się w meczecie w Srinagarze

Muzułmanie w Indiach – zamieszkała w Indiach społeczność, której tożsamość określa wiara w Allaha lub kultura wyrosła z islamu. Historia muzułmanów w Indiach zaczyna się od kupców arabskich z VII wieku, podbojów (afgańsko-tureckich) z X wieku i imperium Wielkich Mogołów powstałego w XVII wieku.

## Pierwsi muzułmanie w Indiach – kupcy arabscy i sułtanaty zdobywców
- Pierwsi muzułmanie w Indiach to kupcy arabscy przybywający na zachodnie wybrzeże w VII wieku. Dali oni początek mapillom w Kerali.
- Pierwszy muzułmański (afgańsko-turecki) podbój Indii w X wieku dał podstawę do utworzenia Sułtanatu Delhijskiego i przyczynił się do nawracania hindusów siłą na islam. Jednak masowe i trwałe nawrócenia objęły jedynie Bengal i Pendżab. Spowodowane były chęcią wyrwania się z systemu kastowego, a także dżizją, podatkiem narzuconym niemuzułmanom. Muzułmanie uznając hindusów nie za pogan, ale za zimmi – ludzi księgi akceptowali współpracę z nimi.
- Między samymi muzułmanami w Indiach też dochodziło do podziałów. Rządzący sunnici nie dopuszczali do władzy ani szyitów (według których godni kalifatu tylko potomkowie Mahometa) ani mistyków sufich. Stąd w XIV wieku emigranci suficcy założyli niezależne współpracujące z Persją sułtanaty w Bidźapurze i Golkondzie.

## Wielcy Mogołowie

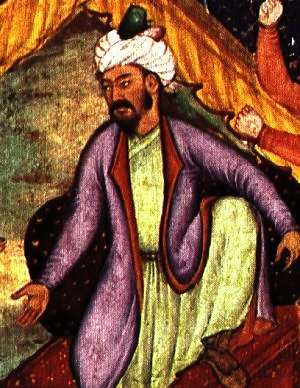
Baber, założyciel dynastii Mogołów

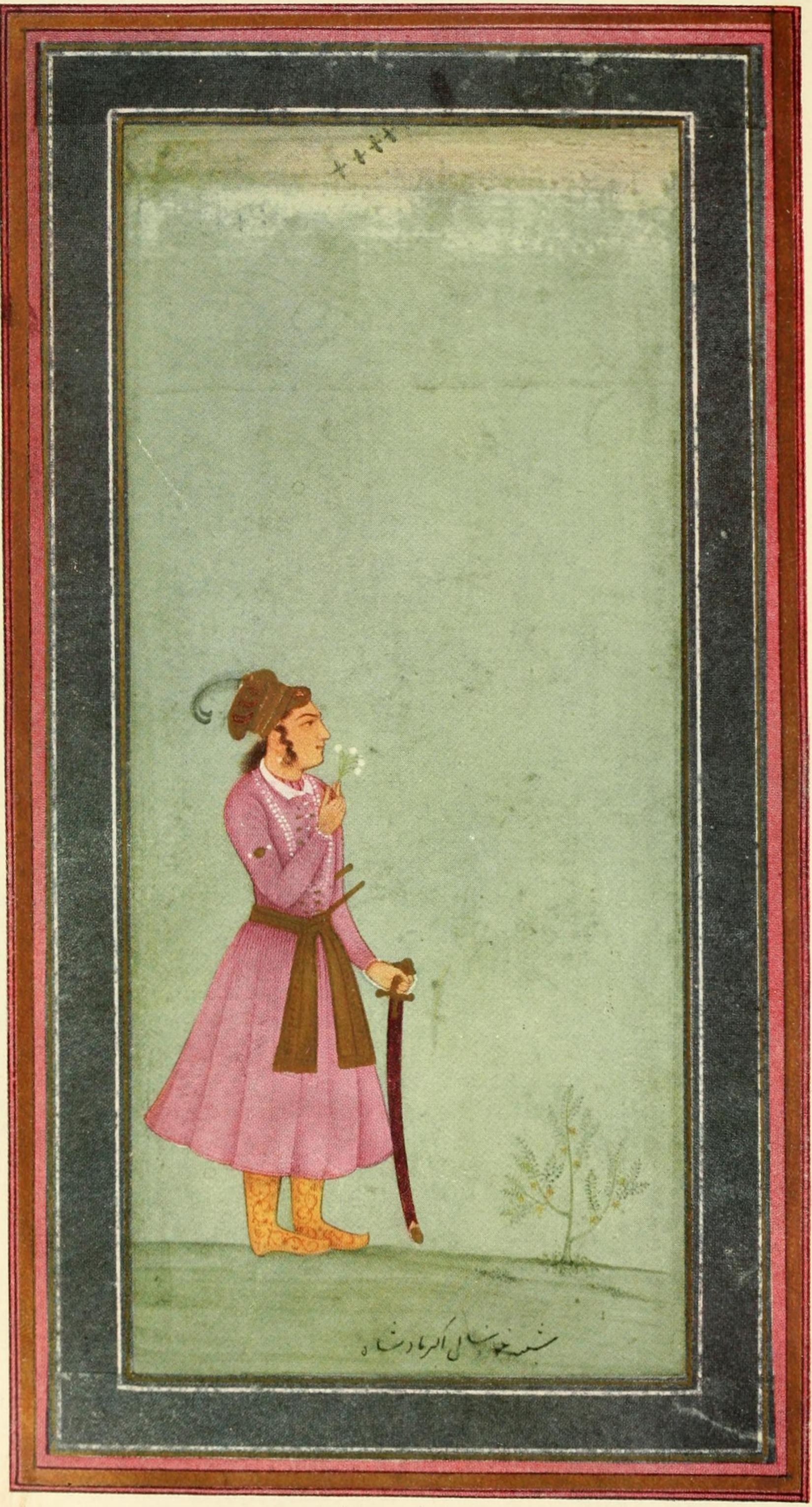
Obraz przedstawiający młodego Akbara

- Rozproszone muzułmańskie państewka zostały na początku XVI wieku podbite przez Babera, potomka Timura i Dżyngis-chana. Stał się on założycielem dynastii Timurydów, zwanych Wielkimi Mogołami. Jego wnuk, Akbar zjednoczył północne Indie i rozwinął kulturę islamską, która w kolejnych dwóch wiekach osiągnęła szczyt wyrafinowania w sztuce. Sukcesem Akbara było też zniesienie podatku dżizji, zachęta do wzajemnego przejmowania obyczajów między hindusami i muzułmanami a także tolerancja dla wiary każdego. Wpłynęło to na powstanie z połączenia islamu i hinduizmu nowego wyznania – sikhizmu i na stworzenie w Pendżabie państwa sikhów. Akbar, który pozostawiał sobie ocenę tego, co zgodne z szariatem, wzbudził opozycję wśród ulemów. Przedmiotem ich niezadowolenia mogło być też jego marzenie o jednej religii dla całych Indii (przy czym nie chodziło o narzucenie islamu, ale syntezę). Ograniczenie skarbu państwa z powodu rezygnacji z podatku od niemuzułmanów wymuszało jednak uzupełnianie go poprzez podboje południowych Indii.

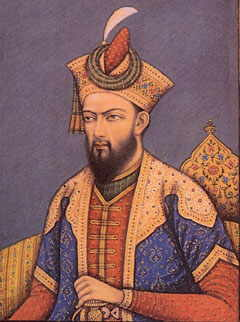
Aurangzeb, ostatni z Wielkich Mogołów

- Aurangzeb, ostatni z Wielkich Mogołów zjednoczył Indie (bez południowego Dekanu), nie był w stanie jednak utrzymać władzy na podbitych terenach. Próbując rozwiązać trudności finansowe poprzez powrót w 1697 roku do zniesionego przez Akbara podatku od niemuzułmanów, doprowadził do zaostrzenia się stosunków między hindusami a muzułmanami i do długoletniej wojny z Marathami (pod wodza Śiwadźego).
- Kupcy brytyjscy w Indiach nie byli znaczącą siłą polityczną do czasu, gdy w związku z rozpadem Cesarstwa Aurangzeba zaczęli walczącym ze sobą indyjskim państwom dostarczać broń. Walki szarpały całymi Indiami. O Delhi walczyli najbardziej liczący się militarnie Marathowie, nizam Hajdarabadu i sikhowie z Pendżabu. W 1739 roku nie było komu bronić północnych Indii przed atakiem Nadira Szaha, który ogołociwszy kraj od Pendżabu po Delhi wywiózł do Persji sławny  pawi tron  Mogołów.
- Rozkład muzułmanów w ówczesnych Indiach przedstawiał się następująco:

1. muzułmańska większość chłopska pod panowaniem hinduskich władców w Bengalu, Sindu i sikhijskim Pendżabie
2. muzułmańska arystokracja potomkowie zdobywców Indii (kilkanaście procent ludności, przede wszystkim w szyickim Oud i sunnickim Hajdarabadzie)
3. mapillowie, potomkowie arabskich kupców w Kerali
4. urzędnicy i kupcy w miastach Maharasztry, Gudżaratu i w Ćennaju.

- Mimo wzajemnego przejmowania obyczajów, między muzułmanami a hindusami istniały bariery nie do przekroczenia. Chroniły one ich tożsamość. Nie było miejsca dla muzułmanów w hinduskim systemie kastowym. Obie społeczności dzieliły odrębne systemy: prawny i edukacyjny (oparty na arabskim i perskim dla muzułmanów i na sanskrycie u hindusów).
- Wizje państwa muzułmańskiego z XVII i XIX wieków (przedstawiane poniżej) dotyczyły tylko elity. Pozostali myśleli tylko o dostosowaniu się do porządku hinduskiego lub angielskiego, w którym żyli, o dostosowaniu się nie zagrażającym ich wierze i prawu szariatu.

## Idealne państwo muzułmańskie

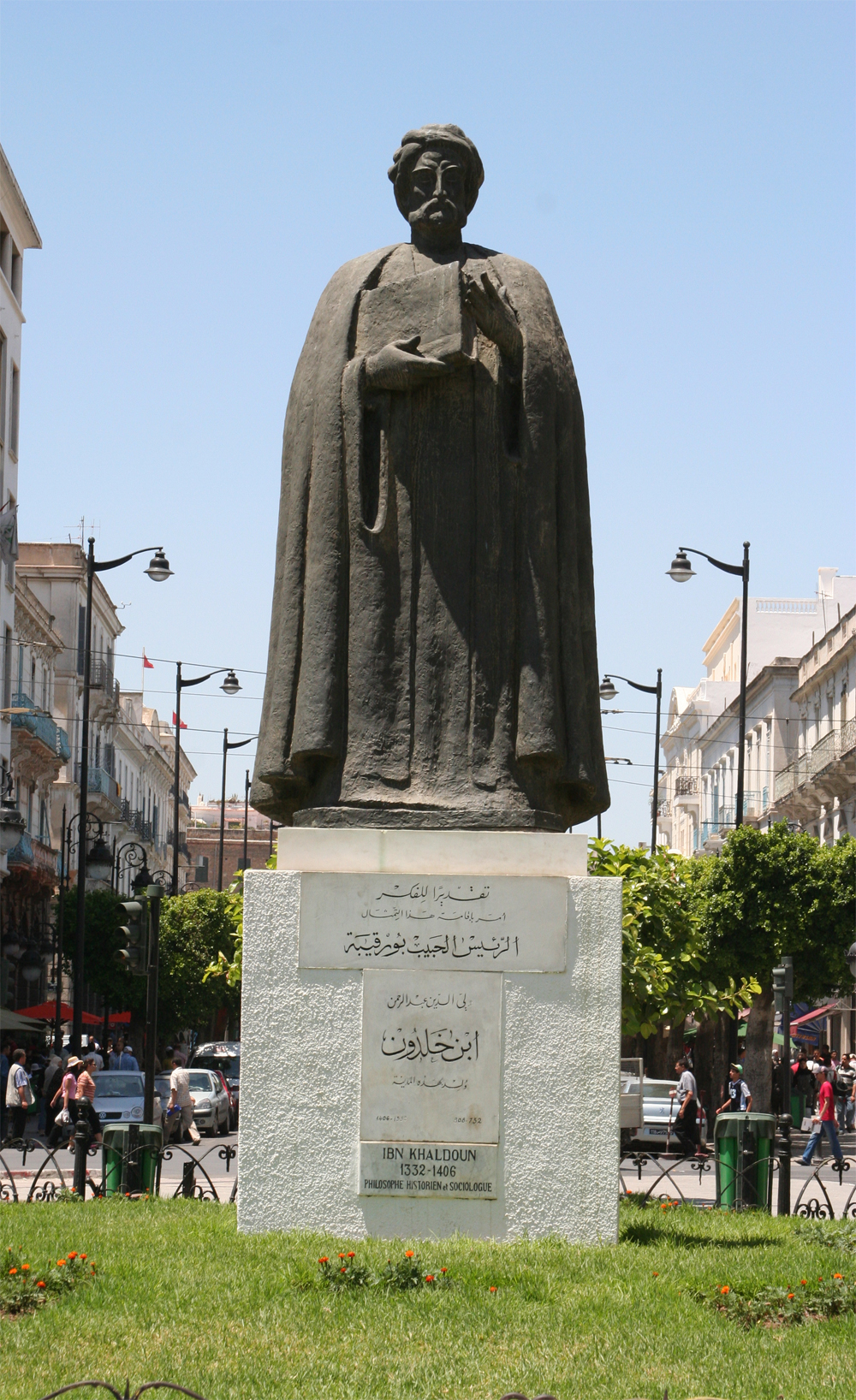
Ibn Chaldun, arabski filozof z XIV/XV wieku

- W połowie XVIII wieku władza Wielkiego Mogoła Ahmeda Szaha obejmowała tylko okolice Delhi i sprowadzała się do mianowania urzędników i tytułów, stąd tolerowana była przez faktycznie rządzących hindusów Marathów. Uznając tę sytuację za zagrażającą islamowi suficki teolog Szach Wali-Allah wezwał Ahmeda Schaha Durraniego z Afganistanu, by uwolnił Indie od panowania hindusów. W 1759 Durrani złupił Delhi i w 1761 zwyciężył Marathów pod Panipatem rozbijając Maharasztrę i ułatwiając Anglikom zajęcie północnych Indii. Zwalczywszy z pomocą Durraniego hindusów, muzułmanie nie mieli siły przeciwstawić się Anglikom. Wpuszczenie obcych wojsk do ojczyzny nie było w odczuciu muzułmanów zdradą. Jedyną ojczyzną islamu była Arabia (obrona islamu ważniejsza od obrony terytorium).
- Szach Wali-Allah, sunnita i sufi, nie chciał dopuścić do zanieczyszczenia islamu przez hinduskie praktyki (kult grobów, przyznawanie świętym właściwości boskich, wedyjskie ofiary ze zwierząt). Miał swoją wizję wzorowego społeczeństwa muzułmańskiego, której przeciwstawiali się ulemowie, zarzucający mu świętokradztwo (przetłumaczenie Koranu z arabskiego na perski). Za swojego ideologa uznawali Ibn Chalduna, w którego wizji ogromną rolę odgrywali oni sami, interpretujący szariat. Ulemowie nie widzieli niebezpieczeństwa ze strony Anglików dopóki ci uznawali, że dla muzułmanów prawo Koranu określa sprawy religii, dziedziczenia, małżeństwa. Uspokajał ich też do 1813 roku zakaz wstępu misjonarzy chrześcijańskich na tereny podległe Kompanii. W żadnej fatwie nie ogłosili Indii dar-ul-harb (ziemią wroga), tym samym uznając ją za dar-ul-islam (miejsce, gdzie obowiązuje szariat), nie nawoływali więc ani do dżihadu, ani do hidżry, walki z zewnątrz o terytorium dawniej islamskie. Inaczej widział to syn Wali-Allaha Schah Abd el-Aziz. W 1803 roku ogłosił fatwę wzywającą do świętej wojny i określającą Indie jako dar-ul-harb (kraj wroga). (władza niewiernych rozrosła się do takich rozmiarów, że mogą oni zniszczyć lub zachować nakazy islamu...i nikt nie jest dość mocny, by zawładnąć dochodami kraju). Ulemowie nie poparli go pełni uprzedzeń z powodu przetłumaczenia przez jego braci Koranu na urdu.
- W 1793 Anglicy wprowadzili wieczystą umowę regulująca władanie ziemią. W latach 20. XIX wieku zażądali od zamindarów dokumentów własności ziemi. Posiadali je tylko zamindarowie hinduscy, którzy nabyli ziemie po nastaniu wieczystej umowy. Na ziemiach przejętych od muzułmanów powstały w Bengalu i Biharze, kierowane przez Europejczyków plantacje indygo, herbaty i juty. W 1813 Anglicy dopuścili misjonarzy chrześcijańskich.
- W takich warunkach Sajid Ahmed Barlewi ogłosił świętą wojnę przeciw niewiernym (początkowo też sikhom, potem Anglikom). Jego celem było stworzenie państwa muzułmańskiego od Peszawaru po Bengal. Barlewi to założyciel sekty wahabickiej w Indiach. Wahabici Barlewiego różnią się od wahabitów arabskich praktykowaniem sufizmu. Oba nurty łączy pragnienie stworzenia idealnego społeczeństwa muzułmanów na wzór gminy z czasu Mahometa. Na dwa lata ogłosiwszy się imamem, stworzył on takie państewko w Peszawarze. Miało być punktem wyjścia dla odzyskania całego Hindustanu. Barlewi traktował zwolenników jak mudżahedinów, którzy z Mekki uszli wraz z Prorokiem do Medyny, a jego walka o zajęcie Hindustanu miała być odpowiednikiem powrotu Mahometa do Mekki (hidżra). Miał wizję Indii uwolnionej z Anglików i podporządkowującej hindusów muzułmanom.

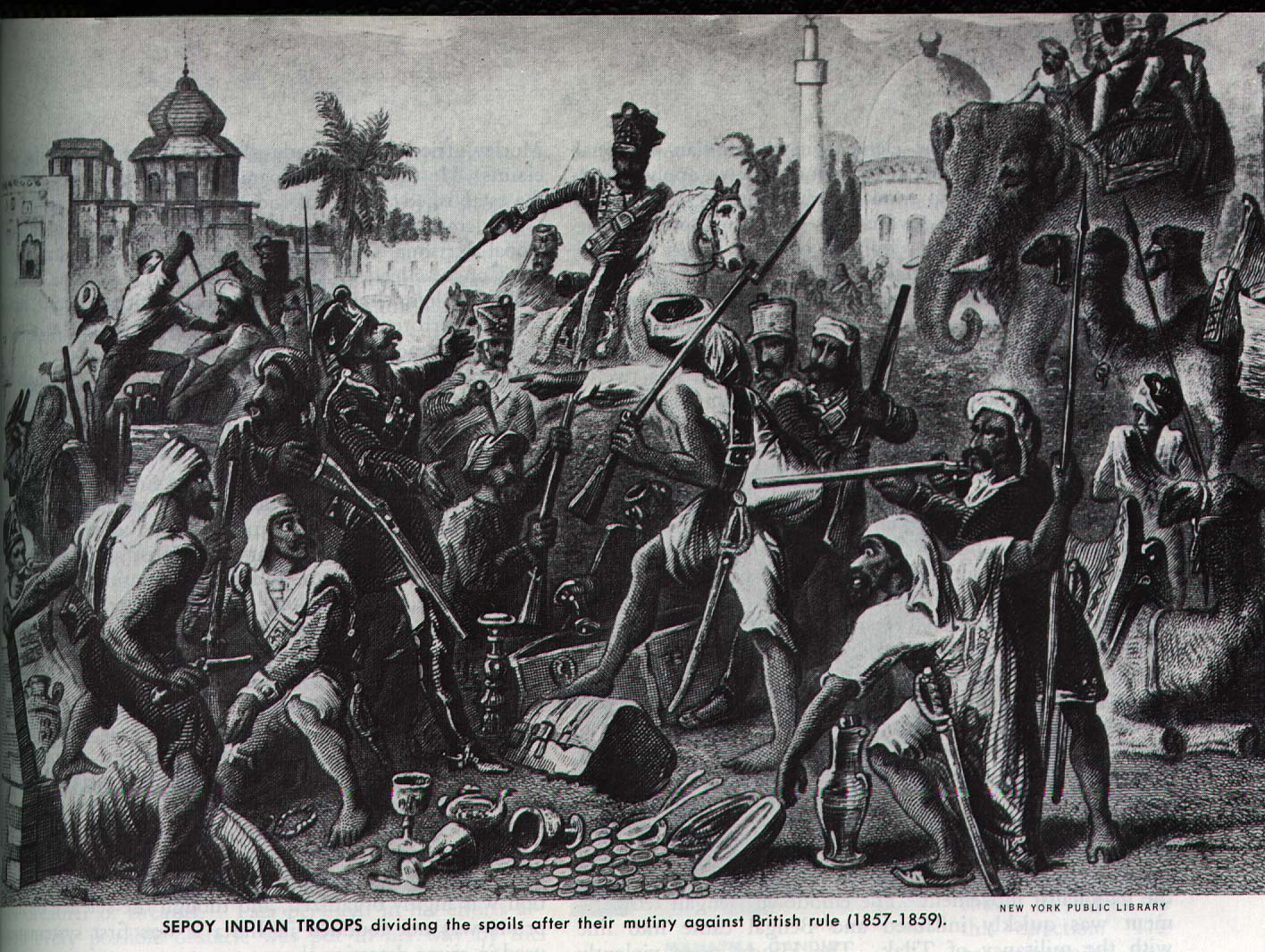
Drzeworyt, przedstawiający tłumienie powstania przez wojska brytyjskie.

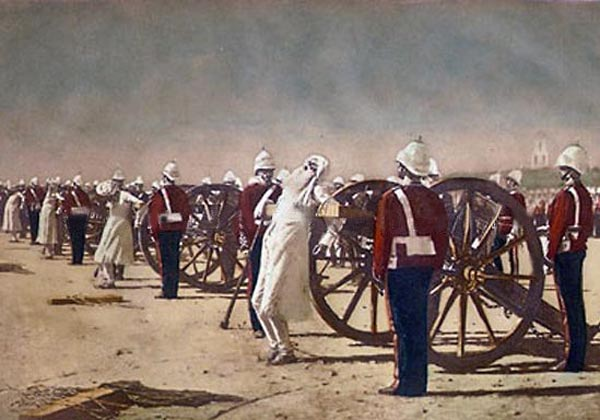
obraz Wierieszczagina – Wystrzeliwanie z dział w Brytyjskich Indiach

## Powstanie sipajów
Nazwanie go tylko buntem sipajów, czy rewoltą wojska odpowiadało Anglikom zaprzeczającym, że większość ludzi w Indiach była przeciwna ich rządom i Indusom, którzy zyskali na panowaniu brytyjskim. Nazywanie powstania wojną religijną prowadzoną przez muzułmanów przy niewielkim udziale hindusów miało, zgodnie z brytyjską zasadą władzy w Indiach „dziel i rządź”, wprowadzać wrogość między wyznawcami dwóch religii i też sprawiać wrażenie, ze niezadowolenie wobec rządów Anglików ograniczało się tylko do spraw religijnych. Mowa o powstaniu narodowym (określenia Indusów w XIX-XX wieku) miało uwypuklić znaczenie jedności muzułmanów i hindusów w powstaniu, rozbijanej potem świadomie przez rządzących Brytyjczyków. Podczas powstania jedność społeczeństwa była doraźna. Główny podział przebiegał między tymi, którzy przyłączyli się do powstania (hindusi i muzułmanie), a tymi, którzy pomagali Anglikom (...). Uczeni mężowie i książęta muzułmańscy zachęcając do walki w powstaniu, wzywali do „świętej wojny” (dżihadu. W proklamacji Bahadur Szaha II, ogłoszonego w Delhi przez powstańców cesarzem Indii, nazwano wydarzenia 1987 roku „inqilab”, tj. rewolucją, powrotem do sytuacji Indii sprzed panowania Anglików. Różnica celów i postaw muzułmanów podczas powstania, a także stosunek do nich Anglików po jego upadku wpłynęły potem na to, jak określono ideał muzułmanina w Indiach. Anglicy mimo proporcjonalnego do liczby ludności udziału muzułmanów i hindusów w powstaniu uznali, że usunięcie ich i powrót do rządów Wielkich Mogołów był przede wszystkim w interesie muzułmanów, stąd po 1858 roku faworyzowali hindusów wzbudzając tym wrogość w muzułmanach. Uznali że ogłoszenie przez nich fatwy popierającej powstanie i obwołanie ostatniego Mogoła Bahadur Szaha II cesarzem świadczy o ich winie Represje czy też nagrody za lojalność stosowali Anglicy wobec tubylców niezależnie od ich wiary, chociaż uznawali, że moralną odpowiedzialność za bunt ponoszą muzułmanie.

## Trzy postawy muzułmanów po klęsce powstania sipajów
Po przegranym powstaniu sipajów postawiono problem, jak przystosować się nie tracąc tożsamości. Co można przejąć od Europejczyków pozostając jednocześnie muzułmaninem? Warunkiem udziału w administrowaniu był egzamin w języku angielskim i wykształcenie w oparciu o kulturę europejską. Dla większości muzułmanów tego okresu edukacja była ściśle związana z wiarą. 

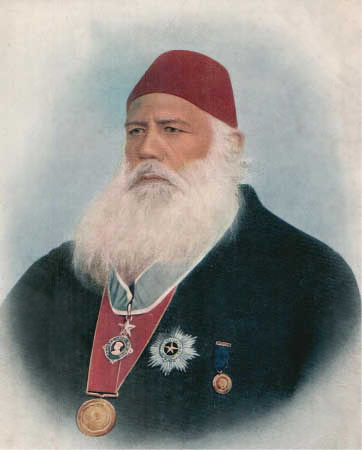
Sajid Ahmed Chan

1. Inaczej to widział popierający podczas powstania Brytyjczyków nabab Sajid Ahmed Chan, autor komentarzy do Koranu, założyciel Muzułmańskiego Towarzystwa Kultury i Wiedzy (1886) i Uniwersytetu Muzułmańskiego w Aligarh (1875). Aby przygotować muzułmanów do udziału w administracji brytyjskiej program uniwersytetu oprócz tradycyjnej wiedzy (arabski, język perski, sanskryt, szariat, teologia, matematyka) propagował wiedzę europejską (angielski, statystykę, ekonomię, grekę, łacinę itd). Sajid Ahmed Chan chciał stworzyć tam nową elitę muzułmańską (D. Lelyveld pisał o niej w „Aligargh First Generation”: muzułmanie, jeśli chodzi o religię, Indusi ze względu na pochodzenie i kolor skóry, ale Anglicy w gustach opiniach i intelekcie). Pragnął zbudować tożsamość indyjskiego muzułmanina nie tylko w oparciu o wiarę, ale w odniesieniu do historii Indii, obeznanego z wiedzą, która umożliwi mu zajęcie znaczącej pozycji społecznej na razie w Indiach rządzonych przez Anglików (uznawanych przez S.A. Chana jako dar-ul-islam – kraj niewrogi islamowi). Sajid Ahmed Chan opowiedział się przeciwko Indyjskiemu Kongresowi Narodowemu. Mimo iż wielu muzułmanów popierało Kongres godząc się z usytuowaniem ich wspólnoty jako mniejszości religijnej Sajid Ahmed Chan sprzeciwiał się dążeniom Kongresu do wyborów, które dałyby przewagę hindusom. Jego ambicją było stworzenie wspólnoty kulturowej muzułmanów indyjskich ograniczonej do wyższych warstw. Miał wizję Indii kierowanych przez wykształconych według europejskich wzorów potomków dawnych rodów muzułmańskich (...) Nie próbował więc tworzyć bardziej masowego ruchu ani też planów objęcia edukacją szerokich rzesz muzułmanów. Jego zasługą było spojrzenie na społeczność muzułmańską jakby na wspólnotę etniczną wymagającą praw politycznych i przekonanie, że muzułmanie w Indiach mają szansę na obronę swoich praw wtedy, gdy nie ograniczą swojej tożsamości tylko do religii, gdy będą widzieć siebie jako muzułmanów indyjskich, dla których oprócz spraw wiary równie ważne i uznawane za własne będzie wszystko, co dzieje się na obszarze Indii.
2. Konkurencyjną wizję mieli uczeni z założonej przez ulemów szkoły w Deoband koło Delhi. Ich celem było podtrzymywanie wpływów islamu i rodziny. W przeciwieństwie do popierającego Brytyjczyków Sajida Ahmeda Chana brali oni czynny udział w powstaniu sipajów. Kontynuowali oni w tej uczelni tradycje szkół ulemów istniejących przed 1847, ale drogą pokojową (mimo uznania Indii pod panowaniem brytyjskim za dar-ul-harb – kraj wroga i zakazu współpracy z okupantem). Twórca tej szkoły, Maulana Kasim Nanwtawi popierał też zakładanie licznych szkół islamskich średniego stopnia, madras. Szkoła w Deoband stała się spośród szkół uczących tradycyjnymi metodami tradycyjnej dla islamu wiedzy najsławniejszą w Cesarstwie Indii. Miała większy wpływ na muzułmanów niż uniwersytet Chana z Aligarh, jej fatwy były szczególnie w miastach przyjmowane były z wiarą. Kształtowały one poglądy muzułmanów indyjskich, podtrzymywały ich w postawie analizowania wszystkiego pod względem zgodności z islamem. W szkole prowadzonej w urdu odrzucono angielski i wiedzę europejską. Program obejmował arabski, język perski, logikę, retorykę, matematykę, astronomię, teologię, prawo, hadisy i filozofię. W kwestiach religii i kultury odseparowywali się od hindusów i Anglików. Nie identyfikowali się politycznie z władzą w Indiach. Uznawali, że interesy polityczne podobnie jak religijne muzułmanów indyjskich związane są z kalifem stojącym na czele Imperium Osmańskiego. (objawem tej sympatii było noszenie fryzów tureckich w końcu XIX wieku). Według ulemów z Deoband racje polityczne muzułmanów pokrywały się z religijnymi. Ich zdaniem cele polityczne muzułmanów indyjskich pokrywały się z celami wszystkich muzułmanów – osłabić Anglię, stąd poparcie ulemów dla Indyjskiego Kongresu Narodowego i dla włączających się w jego działalność muzułmanów.
3. Trzecia opcja to muzułmanie w Kongresie (w 1895 – na 280 mln mieszkańców Indii – 30% muzułmanów, w tym 10% w Kongresie). Do pracy w Kongresie włączyli się muzułmanie z Bombaju, Madras (gdzie muzułmanie byli mniejszością), ale i Allahabadu i Lakhnau. Decydujący głos mieli kierowani przez Tajabdżi Bader-ud-dina przedstawiciele Bombaju i Madrasu. Łączyło ich wszystkich wykształcenie europejskie. Brakowało wśród nich muzułmanów z Bengalu (strefy wpływów Sajida Ahmeda Chana). Muzułmanie w Kongresie uznawali swoją odrębność kulturową i religijną akceptując wspólnie cele polityczne.

Cytat z Tajabdżiego: zebraliśmy się tutaj dla jednego wspólnego celu. W takim przypadku mahometanie nie powinni nazywać siebie mahometanami, ani hindusi hindusami, ale raczej zapominając o wszystkich różnicach wiary, kasty, czy rasy, powinniśmy nazywać siebie Indusami.

## Dążenie do odrębności politycznej i rosnące konflikty między muzułmanami a hindusami
Brak jednorodności wśród muzułmanów i istniejące między nimi różnice językowe, etniczne, klasowe i polityczne były powodem podważania w XIX wieku nie tylko tego, czy byli oni tylko wspólnotą religijną, czy też polityczną, ale także tego, czy w ogóle stanowili wspólnotę. Ale elita muzułmańska (wielcy właściciele ziemscy, bogaci kupcy, urzędnicy, wolne zawody) spostrzegała muzułmanów jako wspólnotę polityczną o odrębnych celach. Mimo podziałów sunnicka większość akceptowała na czele Centralnego Towarzystwa Muzułmańskiego w Kalkucie szyitę Sajida Amira Ali. Elita muzułmańska całych Indii odnosiła się do wspólnej kultury i języka (perskiego, urdu, z czasem też angielskiego). Nawet wykształcona w duchu europejskim większość dobrze znała islam, a jeśli przejmowano obce obyczaje to od Anglików, nie od hindusów. Najwięcej uwagi ze strony elity poświęcano kiedyś rządzonym przez Wielkich Mogołów północno-zachodnim Indiom. Muzułmanie widzieli w sobie dziedziców imperium Mogołów.
Pod koniec XIX wieku elita muzułmańska była podzielona na dwie orientacje polityczne:
1. reprezentanci wolnych zawodów w Kongresie stawiający sobie za cel rozszerzenie liczebności ciał ustawodawczych dla wszystkich Indusów.
2. szkoła Sajida Ahmeda Khana dążącego do powiększenia udziału muzułmanów w istniejących już ciałach ustawodawczych

W porównaniu z czasem sprzed panowania Anglików muzułmanie znaleźli się w gorszej sytuacji niż hindusi. Właściciele ziemscy potracili majątki na rzecz hindusów bardziej obrotnych w handlu z Anglikami. Z powodu braku pieniędzy mieli mniejszy udział w przemyśle. Hindusi wcześniej zdobywszy wykształcenie europejskie zajmowali większość (możliwych dla tubylców) stanowisk w administracji brytyjskiej. W 1892 roku zasady organizacji wyborów do rad (wyłączając władzę centralną) spowodowały, że 30% mniejszość muzułmańska mogła wybierać tylko 10% swoich przedstawicieli. Doprowadziło to do wrogości między muzułmanami a hindusami (i sikhami w Pendżabie). Sprawę zaostrzył w 1899 roku Bal Gangadhar Tilak protestując przeciwko nadmiernemu (jego zdaniem) udziałowi muzułmanów w administrowaniu prowincją bombajską, prowadząc kampanię przeciwko zabijaniu krów i demonstracyjnie hucznie obchodząc rocznicę urodzin Śiwadźiego, bohatera hindusów z Maharasztry, ale wroga muzułmanów. Muzułmanie w proteście zaczęli odchodzić z Kongresu (udział ich spadł z 10% do 2%).
W 1905 roku Anglicy zdecydowali się podzielić największą prowincję Indii Bengal (w skład jej wchodziły wtedy jeszcze Orisa i Bihar). W samym Bengalu (przeważnie w jego części wschodniej) przeważali muzułmanie. Podział mający na celu osłabienie działania Kongresu oburzył przede wszystkim hindusów (hinduscy zamindarowie z Kalkuty mieli ziemie we wschodnim Bengalu). Manifestowano krzycząc Bande Mataram (Niech żyje Ojczyzna!), organizując festyny ku czci patronki Bengalu, bogini Kali, ogłaszając swadeszi (popieranie krajowej produkcji) w formie palenia i bojkotu angielskich towarów. Przekupieni przez Anglików dodatkowymi funduszami na wykształcenie i większym udziałem w administrowaniu muzułmanie stali z boku. W związku ze wzrostem terroryzmu i wrogości antybrytyjskiej w 1911 roku zrezygnowano z podziału (choć Orisa i Bihar stały się oddzielnymi prowincjami), ale trwałą konsekwencją pozostał powiększający się podział między muzułmanami a hindusami. Angielska zasada „dziel i rządź”, przywileje dla muzułmanów, traktowanie ich ja bardziej ulubionej z dwóch żon nadało wspólnocie muzułmańskiej upragniony od XIX wieku charakter polityczny.

## Powstanie Ligi Muzułmańskiej
Na początku XX wieku muzułmanie nie przyznając się do Kongresu potrzebowali własnej organizacji politycznej, której podstawy tworzono na Uniwersytecie Muzułmańskim w Aligarh. Zaczątkiem jej było domaganie się u Anglików ochrony przed hinduską większością ze strony delegacji elity muzułmańskiej (na czele z Aga Chanem III) przyjętej przez wicekróla Indii w 1906. Inicjatorami spotkania w Shimli byli Anglicy. 30 grudnia 1906 roku w Dhace 9stolicy wschodniego Bengalu) przy zachęcie i wsparciu Brytyjczyków odbyło się pierwsze spotkanie Wszechindyjskiej Ligi Muzułmańskiej (All-India Muslim Leage). Przewodził mu szef sekty ismailitów, szyita Aga Chan III. Kongres przestał reprezentować wszystkich Indusów. Liga rozpoczęła walkę o większy udział muzułmanów w zarządzaniu krajem. Wyodrębnienie interesów politycznych muzułmanów z interesów pozostałych Indusów sprowadziło konfrontację między muzułmanami a Anglikami do konfrontacji między muzułmanami a hindusami. Liga wywalczyła od Anglików oddzielne elektoraty dla muzułmanów, prawo głosu w wyborach także na hindusów i niższy od hindusów cenzus majątkowy, od którego zależało bierne lub czynne prawo wyborcze). Te przywileje ze strony Brytyjczyków doprowadziły do strać z hindusami. Muzułmanie wyodrębniali się jako wspólnota nie w opozycji do Anglików, ale do hindusów. Wspólna historia i przemieszanie kulturowe widoczne było w niższych warstwach. Nie one jednak decydowały. Ich nawet nie objęto organizacją, bo jak powiedział w 1908 Ali Imam, jeśli będzie potrzebne poparcie mas muzułmańskich, to dość, że jakiś człowiek stanie przed nimi i krzyknie „Allah Akbar!”, a każdy pójdzie za nim. Masowe organizacje nie były potrzebne, wystarczało tylko czuć się muzułmaninem. W niższych warstwach o byciu muzułmaninem decydowała świadomość, a nie wspólne z hindusami języki i obyczaje. Wielu z tych muzułmanów to nawróceni na islam hindusi, Niektórzy z nich czuli się nadal członkami kast, nosili hinduskie nazwiska, chodzili i do świątyń i do meczetów, grzebali, a nie palili umarłych, ale pozdrawiali się hinduskim ram, ram, brali udział w tych samych świętach. Należąc do dwóch kultur czuli się jednocześnie muzułmanami. W tych ludziach już od XIX wieku misjonarze muzułmańscy ugruntowywali świadomość bycia muzułmanami. Do rywalizacji hindusko-muzułmańskiej dochodzi przede wszystkim w miastach.

## Konflikty między muzułmanami i hindusami wspierane przez Brytyjczyków – podział Bengalu
Głębokie problemy objawiły się jednak w Pendżabie i Sindu, gdzie ziemia dzierżawiona przez muzułmańskich chłopów za długi przechodziła w ręce hindusów. Doprowadzało to do krwawych zamieszek.
Bardzo ostry konflikt (wparty przez Anglików na zasadzie dziel i rządź) wystąpił w Bengalu, który za czasów Mogołów był dla muzułmanów zesłaniem na peryferie. Stąd muzułmanie bengalscy to w dużym stopniu nawróceni chłopi. Z czasem wytworzył się tam układ wrogo nastawionych do siebie muzułmańskich chłopów i hinduskich właścicieli ziemi, co doprowadzało do buntów chłopskich. W miastach wrodzy wobec Anglików i niechętni wobec europejskiego wykształcenia potomkowie zamindarów, którzy utracili ziemie na rzecz obrotniejszych w handlu hindusów, nie byli w stanie wygrywać rywalizacji o urzędy. Aby zdobyć wiedzę konieczną w administracji brytyjskiej nie wyzbywając się swej tożsamości musieli nauczyć się pięciu języków (arabski, aby moc czytać Koran, perski, by zachować kulturę narodu, urdu do rozmów z elitą, bengalski do rozmów z hindusami i angielski). Hindusom wystarczały trzy- sanskryt, bengalski i angielski. Trudno asymilując się w Bengalu elita muzułmańska wolała kształcić dzieci na Uniwersytecie Muzułmańskim w Aligarh niż w świeckich uniwersytetach Kalkuty. Czasowy podział Bengal w 1905 roku w ujęciu Brytyjczyków dawał muzułmanom we Wschodnim Bengalu własną prowincję (60% muzułmanów). Mułłowie uznali to za obietnicę islamskiego kraju, w którym prawem będzie szariat. Hinduską niezgodę na podział potraktowali jako odrzucenie idei islamskiego kraju. W 1907–1910 podburzeni przez mułłów chłopi dokonali licznych pogromów na hindusach (szczególnie w Dhace). Brytyjczycy łagodnie traktowali sprawców rzezi. Te wydarzenia pogłębiły podział między muzułmanami a hindusami w Bengalu.

## Muzułmańskie pojęcie narodu i panislamizm indyjski

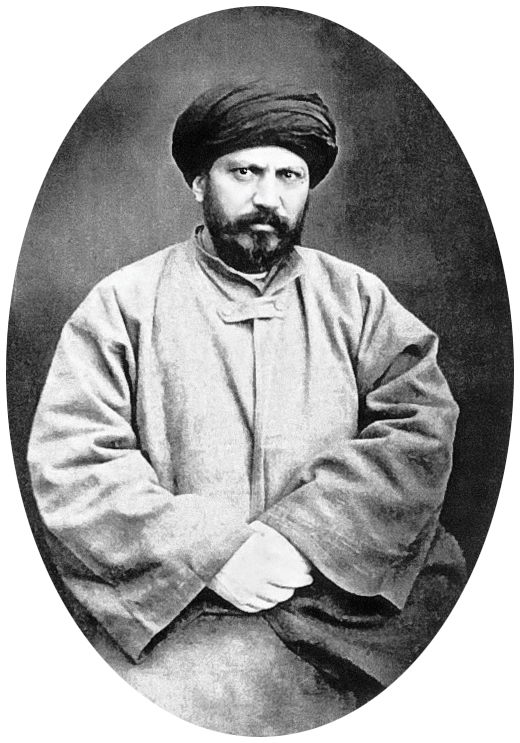
Dżamal ad-Din al-Afghani

- Nacjonalizm bez narodu. Pojęcie nacjonalizmu pojawiło się w XIX wieku w Indiach w związku z powstaniem organizacji, które ze cel postawiły sobie zwiększenie udziału w zarządzaniu krajem (od samorządu po całkowitą niezależność od Brytyjczyków). Trudno było mówić o Indiach jako o jednym narodzie. Dążono jednak do utworzenia własnego państwa. Społeczeństwo muzułmańskie uzyskiwało swoją jedność poprzez religię. Nauka urdu we wszystkich przymeczetowych szkołach spełniała rolę ujednolicającą muzułmanów tylko dodatkowo. Dla ulemów tworzenie ze społeczeństwa muzułmańskiego jednego narodu było sprzeczne z duchem islamu. Popierali ich wykształceni (w Aligarh) w duchu europejskim młodzi członkowie Ligi Muzułmańskiej. Na zagrożenie ekspansją europejską wiele krajów odpowiedziało panislamizmem, który świat islamu użył do walki politycznej i przeciwstawiania się wzorom cywilizacji zachodniej. Nauki czołowego ideologa tego ruchu Dżamala ad-Din al-Afghani dotarły też do Indii. Czołowi panislamiści indyjscy (Abul Kalam Azad, Mohamed Ali i Szaukat Ali, Muhammad Iqbal) dążyli do stworzenia społeczności nieprzywiązanej do terytorium. Muhammad Iqbal napisał w 1911 roku zasadnicza różnica między wspólnotą muzułmańską a innymi wspólnotami świata zawiera się w szczególnym pojmowaniu przez nią pojęcia narodu. To nie jest jedność języka czy kraju, co jest podstawą narodowości, ale wiara w pewien światopogląd u udział w tej samej historycznej tradycji, która mówi nam, że jesteśmy członkami społeczności stworzonej przez Proroka islamu[5]. Opierając się na wierze w Allaha mieli oni do spraw swoich współbraci na całym świecie podchodzić jak do własnych. Dla Kalama Azada wspólnota polityczna i religijna to jedno, dlatego wycofuje się on z niestawiającej na masowość i nieukierunkowanej religijnie Ligi, współdziałającej w tym czasie ze względu na podobny cel (utworzenie samorządu w Indiach) z Kongresem.

## I wojna światowa i współpraca hindusko-muzułmańska w obronie kalifatu
- Podczas I wojny światowej Jinnah (mimo większej popularności wśród muzułmanów aresztowanego przez Brytyjczyków Mohameda Ali) stał się pierwszą osoba w lojalnej wobec Anglii Lidze. Daleko mu było do ulemów z Deobandu planujących wyrzucenie (z pomocą obcych państw) Anglików z Indii. Masy muzułmańskie było coraz bardziej wrogo nastawione do Brytyjczyków, szczególnie po tym jak ci użyli muzułmańskich sipajów w bratobójczej w ich odczuciu walce z muzułmanami tureckimi. Ograniczenie przez Anglię władzy kalifa z Imperium Osmańskiego wzbudziło wśród indyjskich muzułmanów ruch w obronie kalifatu. Ruch ten stał się przykładem współpracy muzułmanów z hindusami. Solidarność hinduska wynikała z dramatycznych wydarzeń z 13 kwietnia 1919 roku w Amritsarze. Zorganizowana mimo wprowadzonego stanu wyjątkowego manifestacja została zaatakowana przez wojsko brytyjskie. Według danych nieoficjalnych zginęło około 1000 osób, a kilka tysięcy zostało rannych. W tej sytuacji Kongres szukał sojusznika wspierającego go w walce o zniesienie stanu wyjątkowego i nadanie Indiom samorządu. Współpracę ułatwił autorytet Mahatmy, kierującego wówczas Kongresem. W muzułmanach (mimo niezrozumienia dla jego pragnienia powstrzymywania się od przemocy) budził on zaufanie. Ujmował ich obroną interesów ludzi biednych, ale i postawą człowieka głęboko wierzącego (Pierwszym obowiązkiem człowieka jest obowiązek wobec Boga) i poglądem, że spraw politycznych nie należy oddzielać od spraw religijnych. Kongres pomógł Lidze w organizacji masowych demonstracji popierających ruch w obronie kalifatu. W zamian Liga, Związek Ulemów, Komitet Kalifacki przyłączyły się w 1920 roku do sesji Kongresu w Kalkucie do odmowy współpracy z rządem brytyjskim. Wycofywano się z urzędów państwowych, odmawiano płacenia podatków, zabierano dzieci ze szkół opłacanych przez anglików, oddawano odznaczenia. Wyższe warstwy i Liga szybko zrezygnowały z tej formy protestu. Władze Uniwersytet Muzułmańskiego w Aligarh z pomocą brytyjskiej policji usunęły z uczelni Mohameda Ali przekonującego studentów do opuszczenia miejsca finansowanego częściowo przez Anglików[6]. Ulemowie zajęli inne stanowisko. Ogłosili w fatwie, że Indie są krajem opanowanym przez wroga, że odmowa współpracyz rządem to pokojowa forma dżihadu. Fatwy te wpłynęły przede wszystkim na niższe warstwy muzułmanów. Przeciwko brytyjskim próbom odebrania w Turcji władzy kalifowi organizowano wraz z hindusami wiece (szczególnie w Pendżabie, Sindu, Gudżaracie i Zjednoczonych Prowincjach). Podkreślano, że Brytyjczycy rozbili jedność hindusko-muzułmańską (żywą choćby w czasach powstania sipajów). Polityczną wrogość wobec Brytyjczyków sprowadzano do nienawiści wobec chrześcijan. Uznano za haram (skalane) wszystko, co wiąże się z Anglią, szczególnie ich ubrania (akcja swadeszi, popierająca miejscowa produkcję). Wrzało od pogłosek, że brytyjskie materiały błyszczą, bo są nacierane zakazanym przez obie religie tłuszczem zwierzęcym. Przedstawiano Brytyjczyków jako palących świątynie i święte księgi barbarzyńców cywilizowanych przez Turków[7]. Bojkotowano europejski sposób ubierania się mówiąc: Dlaczego Anglicy noszą kołnierzyki? To jest znak, że Chrystus został powieszony za szyję. To znaczy, że ci, którzy włożą kołnierzyki, odchodzą od naszej religii jako wyznawcy Chrystusa[8]. Podobnie rozpalano wyobraźnię przed powstaniem sipajów.
- W 1920 Abul Kalam Aazad zorganizował hidżrę do Afganistanu. Opuszczanie Indii uznał za jedyny wybór dla muzułmanina, który chce żyć w zgodzie z szariatem. Ulemowie uznali to wezwanie za fatwę. Emir Afganistanu (od 1919 roku w wojnie z Anglią) obiecał azyl. W Delhi, Sindu i Pendżabie do biur hidżry zgłaszali się biedni muzułmanie nawet z Północno-Zachodniej Prowincji Granicznej, Biharu i Orisy. Było ich z kilkadziesiąt tysięcy. Skończyli tragicznie. Emir nie chcąc konfliktu z Brytyjczykami nie wpuścił ich. W drodze powrotnej część zginęła, część odeszła do radzieckiej Rosji. 20 tysięcy pozbawionych domu i dobytku boleśnie odczuło złudzenie, jakim okazała się idea, zgodnie z którą muzułmanin znajdzie ojczyznę w każdym muzułmańskim kraju. Gorycz hidżry pomogła muzułmanom poczuć się Indusami. Tragedią było, że poczuwszy się Indusami przez ekstremalnie hinduską organizację Aria Samadż (Stowarzyszenie Ariów) zostali zaatakowani jako ci, którzy odrzucając Indie wyzbyli się praw do nich. W związku z tą historią w Indiach pojawił się strach przed najazdem ze strony Afganistanu. W razie takiej ewentualności Mohamed Ali wzywał każdego muzułmanina do przyłączenia się do mudżahedinów, bojowników za wiarę w świętej wojnie przeciwko Brytyjczykom. Mahatma, którego za współpracę z muzułmanami niektórzy nazywali Mohamedem Gandhi, zalecał w takiej sytuacji tylko nieudzielenie pomocy rządowi brytyjskiemu,który stracił zaufanie narodu. Niemniej dla hindusów nie do przyjęcia była myśl o zapraszaniu do Indii najeźdźcy. Brak przywiązania do matki-Indii zrażał hindusów do muzułmanów. Coraz mniej było wspólnych wieców. Strach przed Afganistanem podsycali Anglicy przypominając starą afgańska śpiewkę:Złupimy wszystkich mężczyzn, zgwałcimy wszystkie kobiety od Peszawaru do Kalkuty[9] W oczekiwaniu na najazd ruch w obronie kalifatu wezwał muzułmanów do wycofywania się z armii brytyjskiej. I Brytyjczycy i hindusi uznali to jako decyzję organizowania własnych muzułmańskich sił zbrojnych. Aresztowanie Mohameda Ali dodało ducha muzułmańskiemu ruchowi, ale rozczarowanie z powodu niemożliwości osiągnięcia niepodległości (swaradź), niespełnienia snu, w którym Gandhi miał być królem, a bracia Ali jego ministrami rozbijało jedność muzułmanów i hindusów.

## Wzrost świadomości odmienności muzułmanów i uprzedzenia hindusów wobec nich po upadkupowstania mapillów
Muzułmanie łącząc się z hindusami we wspólnej walce o niepodległe państwo, odrzucając razem współpracę z Brytyjczykami nie dążyli do stworzenia w przyszłości jednego narodu indyjskiego, bo jak mówił Mohamed Ali każda wspólnota ma swoją własna dharmę, która ponadto nie musi być taka sama dla każdego pokolenia. Nacjonalizm muzułmański ruchu kalifackiego i ulemów odwoływał się do wspólnoty narodowości opartej na islamie nieograniczonym przynależnością państwową. Liga rozumiała to inaczej. Nie chciała bronić interesów całych Indii ani nie utożsamiała się ze wspólnotą wszystkich muzułmanów na świecie. Dla członków Ligi najważniejsze było reprezentowanie muzułmanów indyjskich.
Ożywienie religijne wzbudzone ruchem w obronie kalifatu tureckiego zwiększyło w muzułmanach świadomość ich odmienności od hindusów i sikhów. Dochodziło do konfliktów religijnych już nie jak w XIX wieku z powodu głośnej muzyki obok meczetu, czy zabijania krów. Dotykały one głębiej tożsamości sprowadzanej do religii. Zarówno na wsi jak i w mieście. Rosnące poczucie odmienności (nie tylko religijnej ale i politycznej czy gospodarczej) doprowadziło w latach 20. XX wieku do krwawych rozruchów. W 1921 roku na południu Indii w Mala wybuchło powstanie mapillów. Idee ruchu kalifackiego bez doświadczeń współpracy z hindusami przyczyniły się na Malabarze do powołania do życia 5-tysięcznej armii wyszkolonych muzułmanów dziedziczących ducha walki z przeszłości (w latach 1836–1919 na tym obszarze 29 razy dochodziło do buntów). Muzułmańscy dzierżawcy rozprawili się z hinduskimi właścicielami ziemi. Zaatakowali wojska brytyjskie. Wybrawszy swoim królem Mohameda Hadżiego zorganizowali idealne państwo muzułmańskie siłą nawracając na islam. Upadek kalifackiego królestwa ogłoszono w 1922 roku. Bilans objął 2266 zabitych, 38.256 wziętych do niewoli. To powstanie wzbudziło w hindusach strach. Matki hinduskie straszyły dzieci muzułmanami. Walka o władzę w przyszłych Indiach toczyła się na sesjach organizacji i na ulicach.

## Konflikty między muzułmanami a hindusami na tle udziału w wyborach i władzy
W 1919 ogłoszono reformy Chelmsforda-Montagu, zgodnie z którymi rządy prowincjonalne rekrutujące się z Indusów miały podzielić władzę z brytyjskim gubernatorem. Mimo że większość budżetu i tak przypadała rządowi centralnemu hindusi i muzułmanie rozpoczęli walkę o władzę. W Pendżabie cząstkę władzy dozwolona przez Brytyjczyków przejęli muzułmanie. Podziały pogłębiały decyzje okupantów. W 1921 Brytyjczycy wydali akt o panczajatach wiejskich korzystny dla muzułmanów, a w 1926 akt i lichwiarzach atakujący hindusów. W Bengalu zgodę w imię interesów prowincji zawartą między Fazulem Haqa z Ligi a D.Dasem z Kongresu zastąpił w 1926 roku, po śmierci Dasa przelew krwi w Kalkucie i Dhace. W odpowiedzi na korzystny dla hinduskich właścicieli brytyjski akt o dzierżawcach w 1929 roku Fazul Haq tworzy Bengalską Partię Dzierżawców, największą muzułmańską partię w Bengalu. W latach 20. XX wieku muzułmanie w rządach Bengalu i Pendżabu inwestują pieniądze przede wszystkich w wykształcenie swoich współbraci w wierze. Umożliwia to rywalizację z hindusami o posady w brytyjskich urzędach. W tym celu powstaje też Uniwersytet Muzułmański w Kalkucie przez hindusów pogardliwie nazywany Mecca University.
W ramach walki o muzułmańskie prowincje Liga zabiegała o wyłączenie Sindu (60% muzułmanów) z prowincji Bombay. Próbowała też zwiększyć ilość muzułmanów przekonując do islamu niedotykalnych. Akcja okazała się nieskuteczna. Zabrakło argumentów finansowych, które w XVIII wieku nawróciły wielu chcących uniknąć podatku dżizji. Przeszkodziła w tym też akcja Gandhiego, który nazwawszy niedotykalnych dziećmi Boga (haridżanami) starał się włączyć ich do hinduskiego systemu kastowego (jedząc i mieszkając z nimi). W oczach hindusów muzułmanie skalawszy swoją społeczność przez włączanie do niej niedotykalnych, budzili tylko większą odrazę. O nawrócenia walczyły jednak ze sobą obie wspólnoty. Związek Aryjski (Aria Samadż) w ramach akcji śudhi oczyszczał poprzez zanurzenie w indyjskich rzekach nawróconych siłą na islam podczas powstania w Malabarze. Związek Ulemów w ramach ruchu tabliq (oświecenie) odzyskiwał powracających do hinduizmu, oczyszczał ich z wpływów hinduskich (tanzim), wysyłał do nich muzułmańskich misjonarzy. Rozruchy ogarniały całe miasta. W 1927 roku mord na szydzącym z Mahometa Swamim Sradhanandzie wyciszył tę sytuację.
Lata dwudzieste. Napięcie wzrasta. Od każdej organizacji oczekuje się jasnej odpowiedzi – czy chce w Indiach jedności kulturowej i politycznej, czy podziału na dwie odrębne społeczności: hinduską i muzułmańską. Liga, Konferencja ds. kalifatu, Związek Ulemów, Bengalska Partia Dzierżawców – każda z tych muzułmańskich organizacji wzmacniała przywileje własnej społeczności kosztem innych. Hindu Mahasabha i Kongres przyjęły postawy komunalistyczne, co doprowadziło do zerwania z Kongresem Mohameda Ali. Jego oświadczenie, że nawet najpodlejszy muzułmanin jest lepszy niż Mahatma Gandhi zaostrzyło wrogość hindusów. W kwestii wyborów muzułmanie dążyli do adekwatnej reprezentacji mniejszości, do oddzielnych elektoratów. Kongres chciał wspólnych elektoratów, co zmniejszyło by szansę (ograniczonych cenzusem majątkowym) muzułmanów na wejście do rządów prowincjonalnych.
W 1927 roku angielska Komisja Simona chciała pomoc hindusom i muzułmanom przy podziale władzy. Spotkał ją bojkot Kongresu i niemożność dogadania się muzułmanów między sobą. W 1928 roku Motital Nehru (ojciec Jawaharlala Nehru) ogłosił raport- podstawę dla przyszłej konstytucji. Muzułmanie zbojkotowali nie dającą im szansy na reprezentatywność propozycję (wspólne elektoraty, rezerwacja miejsc dla muzułmanów, tylko tam, gdzie ich mniejszość). Upór Kongresu, by nie przyznać muzułmanom ilości miejsc w wyborach proporcjonalnej do liczby ich ludności, usztywnił stanowisko Ligi. Podział między muzułmanami a hindusami pogłębiał się. Jinnah skupiał wokół siebie coraz więcej organizacji muzułmańskich. Dlatego, gdy w 1930 roku Gandhi i Kongres ogłosili kampanię nieposłuszeństwa wobec Brytyjczyków, muzułmanie nie zaangażowali się w nią. Stosunki między hindusami a muzułmanami wyznaczał komunalizm – problem społeczności o odmiennych interesach żyjących na jednym terenie na co dzień konfrontujących się ze swoją odmiennością i sprzecznością interesów. Rozpoczęła się walka o uznanie za muzułmańskie Pendżabu, Bengalu i Północno-Zachodniej Prowincji Granicznej, którą ze względu na bunty Patanów rządzono centralnie. W 1930 roku na sesji Ligi Muhammad Iqbal wyraził dążenia muzułmanów mówiąc: Chciałbym widzieć Pendżab, Północno-Zachodnią Prowincję Graniczną, Sind i Beludżystan połączone w jedno państwo. Brak porozumienia między hindusami a muzułmanami czynił tę opcje coraz bardziej wskazaną.(Muhammad Iqbal nie wspomniał o Bengalu, który szedł swoimi drogami,wpływ muzułmańskiej Partii Dzierżawców był tam większy niż Ligi).
W 1932 Brytyjczycy podzielili miejsca w wyborach ustalając odrębne elektoraty nie tylko dla muzułmanów, ale i sikhów, Anglo-Indusów i wyłączonych spośród hindusów niedotykalnych (zgodnie z wolą ich przywódcy Ambedkara). Gandhi głodówką i zgodą na podwojenie miejsc dla niedotykalnych wymusił na Ambedkarze wspólny elektorat dla hindusów i niedotykalnych (głosowanie niedotykalnych na swoich kandydatów mogłoby w przyszłości w niektórych prowincjach wpłynąć na przewagę muzułmanów nad hindusami). To pierwsze próby zaistnienia niedotykalnych w polityce. Z czasem pójdą oni w tym kierunku, co muzułmanie (np. Na południu Indii zażądają w Tamil Nadu w 1944, a potem w 1965 niezależnego państwa). Kwestie komunalistyczne rozwiązywane są poprzez próbę szukania własnego terytorium zabezpieczającego interesy dotychczasowej mniejszości. Podobne dążenia dotyczą nie tylko muzułmanów na północy, niedotykalnych na południu, ale i sikhów Pendżabie.
W 1930 roku w Północno-Wschodniej Prowincji Granicznej, w Wazirystanie wybuchło powstanie kierowane przez muzułmańską organizację Sług Boga (Chudai Chidmatar), na czele z Abd-el-Gaffarem Chanem. Powstańcy (ze względu na ubiór nazywani Czerwonymi Koszulami) żądali reform społecznych uniezależniających skłócone przez Brytyjczyków plemiona patańskie od właścicieli ziemskich popieranych przez okupantów.

## Przegrana Ligi w wyborach, niezadowolenie muzułmanów pod rządami Kongresu
Organizacje muzułmańskie o charakterze religijnym (Wszechindyjska Konferencja Szyicka, Związek Ulemów, Słudzy Boga) odcinają się od zbyt świeckiej Ligi Muzułmańskiej. W 1935 Anglicy ogłaszają konstytucję dla Indii. Mimo oburzenia z powodu braku konsultacji z Indusami i Kongres i Liga biorą udział w wyborach. Nehru objeżdża cały kraj agitując po wioskach. W ciągu 1936-39 liczba członków Kongresu wzrasta z 700 tysięcy do 5 milionów. Kilkudziesięciotysięczna Liga agituje tylko w miastach. Jej cel: samorząd dla Indii pozostaje skromny w porównaniu z żądaniami niepodległości ze strony innych partii. Daleko jej do zaufania, jakie budzą sprawdzeni podczas obywatelskiej kompanii nieposłuszeństwa przedstawiciele Kongresu, np. Nehru, czy Subhas Czandra Bose. Kongres zdobywa wszystkie miejsca i obejmuje rządy. Liga w żadnej prowincji nie uzyskuje większości. Dla wyborców muzułmańskich okazała się zbyt świecka. Licząc na zwycięstwo przed wyborami Liga ustaliła z Kongresem, że w Zjednoczonych Prowincjach utworzą wspólny rząd. Upojony zwycięstwem Kongres stawia Lidze tak ostre warunki, że zamiast do koalicji dochodzi do zaostrzenia stosunków między obydwoma partami.

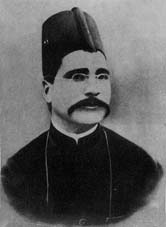
młody Muhammad Iqbal

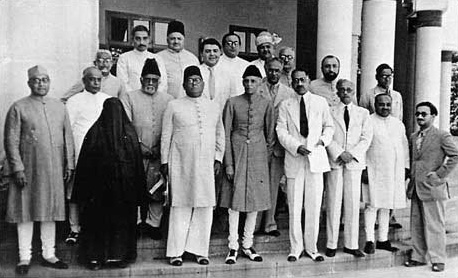
1940 Lahaur, spotkanie Komitetu Roboczego Ligi Muzułmańskiej

Muhammad Ali Jinnah, Liaquat Ali Khan i poeta Muhammad Iqbal zmieniają po klęsce strategię Ligi. Przystąpiono do agitacji, podczas której islam przedstawiano nie tylko jako religie, ale i system społeczno- polityczny, obiecano chłopom reformy. Równocześnie ostro krytykowano korupcję w zwycięskiej partii Kongresu i wzmacniano strach przed hindu radź (panowaniem hindusów), w którym muzułmanie będą musieli podporządkować się prawu hinduskiemu lub świeckiemu. Liga agituje pod hasłami „islam w niebezpieczeństwie”, ostrzega Hindustan dla hindusów, rozgrzewa masy okrzykami Allah Akbar!. W 1938 w raporcie o rządach kongresowych w prowincjach, gdzie muzułmanie byli mniejszością, oskarżano hindusów o przymuszanie muzułmanów do tradycyjnego hinduskiego systemu edukacyjnego, śpiewu hinduskiego hymnu Bande Mataram, oddawania honoru hinduskiej trójkolorowej fladze. Akcje te uznano za próbę pozbawienia muzułmanów ich tożsamości. Podsycano też gniew wieściami o narzucanym muzułmanom zakazie jedzenia wołowiny, o przerywaniu nawoływań mułły do modlitwy, czy wpuszczaniu świń do meczetów. Nastroje nienawiści zdecydowały o tym, że organizacje muzułmańskie tolerujące dotychczas współpracę z Kongresem stają się członkami Ligi. W 1943 roku osiąga ona liczebność 2 mln (Kongres 5 mln). Nie licząc się z wolą muzułmanów w sprawach politycznych rządzący Kongres wzmacnia znaczenie Ligi. W końcu nawet ulemowie z Deoband popierają ją. Jinnah udowodnia Nehru, że ten nie miał racji po przegranych wyborach, oświadczając, że w Indiach są tylko dwie siły polityczne: Kongres i Brytyjczycy.

## Wzrost politycznego znaczenia muzułmanów podczas II wojny światowej
II wojna światowa pomaga Lidze urosnąć jako trzeciej sile politycznej w Indiach. Po tym jak Anglicy bez konsultacji z Kongresem wypowiadają w imieniu Indii wojnę Niemcom, ministrowie z Kongresu demonstracyjnie rezygnują z urzędów. Liga wzywa do modłów dziękczynnych w całym kraju ogłaszając Dzień Uwolnienia od hinduskiego panowania. Anglicy potrzebując muzułmańskich sipajów z Pendżabu na froncie nie protestują, gdy w marcu 1940 roku Jinnah na sesji a Lahaur ogłasza tzw. rezolucję pakistańską domagającą się utworzenia państw islamskich. Jedna z koncepcji przedstawia plan utworzenia trzech niezależnych państw muzułmańskich: Pakistanu (Pendżab, Północno-Zachodnia Prowincja Graniczna, Kaszmir, Sind, Beludżystan), Bengalu i Osmanistanu (z rządzonego przez muzułmańskich nizamów Hajdarabadu). Jinnah uzasadnia podział (przez Gandhiego zwany wiwisekcją) istnieniem w Indiach dwóch narodów. Dają temu wyraz słowa: Hindusi i muzułmanie należą do dwóch różnych filozofii religijnych, mają odmienne obyczaje i literaturę. Nie żenią się między sobą, ani nie jedzą razem, i w rzeczywistości należą do dwóch różnych cywilizacji, które oparte są na dwóch sprzecznych ze sobą ideałach i koncepcjach. Jest całkiem jasne, że hindusi i muzułmanie czerpią inspirację z dwóch różnych źródeł historii. Mają różne eposy, bohaterów i wydarzenia. Bardzo często bohater jednych jest wrogiem drugich i podobnie przeplatają się zwycięstwa i klęski.. Z jednej strony mamy do czynienia z kongresową wizją, zgodnie z którą po odejściu Anglików w Indiach powstanie jeden naród indyjski, z drugiej z Jinnaha teorią dwóch narodów i przedstawianiem muzułmanów jako bezdomny naród, który szuka swej ojczyzny. Kongres na tę agitację w 1940 roku odpowiada powołaniem na przewodniczącego Kalama Azada. Jako przesłankę dla tworzenia się jednego narodu uznaje przemieszanie się kultur podczas wieków zamieszkiwania na tym samym obszarze. Muhammad Iqbal protestuje, że dla muzułmanina islam, a nie język czy terytorium ma zasadnicze znaczenie. W 1943 Jinnah z dumą mówi: W ciągu niewielu lat zrobiliśmy z indyjskich muzułmanów, którzy byli tylko tłumem naród... Przeszliśmy proces nacjonalizacji i teraz mamy jedną flagę (zielony sztandar z białym półksiężycem), jedną platformę polityczną i jeden głos.

## Podział Indii w 1947
W 1943 roku i Anglicy i hindusi z Kongresu uznają już nieuchronność podziału Indii. Rok wcześniej, gdy Indiom grozi inwazja ze strony Japonii, Gandhi apeluje do Anglików Opuśćcie Indie!. Liga nie popiera go.
Angielska komisja pod kierunkiem S. Crippsa opracowuje następną konstytucję Indii określając, że każda prowincja czy księstwo będzie miało prawo odłączyć się od federacji, która będą stanowić przyszłe Indie. Kongres odrzuca te koncepcje. Liga zabiega o utworzenie jednego muzułmańskiego państwa Pakistanu, składającego się z dwóch części: wschodniej i zachodniej (projekt bramina z Ćennaju). Argumenty Gandhiego typu – Indie były jednym narodem przed przybyciem islamu, to pozostały nim mimo zmiany wiary ogromnej liczby ich dzieci – trafiają w próżnię. Większość muzułmanów chce Pakistanu. W 1945–1946 roku Liga zdobywa prawie wszystkie mandaty przeznaczone dla muzułmanów (30%). Mówiący dotychczas o stworzeniu świeckiego państwa dla indyjskich muzułmanów Jinnah coraz częściej zgadza się z oczekiwania zbudowania państwa szariatu. Liga i Kongres przygotowują się do wspólnego przejęcia władzy po odejściu Brytyjczyków. Niemożliwość uzgodnienia wspólnego rządu sprzyja naciskom na powstanie Pakistanu.
W lipcu 1946 roku Liga ogłasza świętą wojnę przeciwko dominującym w Indiach Brytyjczykom i hindusom. 16 sierpnia 1946 roku zapowiedziano jako Dzień Akcji Bezpośredniej. W Bengalu, Biharze i Asamie dochodzi do gwałtów, morderstw i zmuszania siłą do zmiany wiary. Autorytet Gandhiego umożliwia uspokojenie tłumów w Bengalu. Premier brytyjski, lord Attlee ogłasza, że władza zostanie przekazana Indiom w 1948 roku. Decyzja o utworzeniu Pakistanu zostaje podjęta. Wiadomość o tym wywołuje na północy Indii exodus około 10 mln ludzi. Muzułmanie emigrują do prowincji, które mają być włączone do Pakistanu. Nie chcą dłużej przebywać w dar-ul-harb. Podczas tego exodusu ginie pół miliona do miliona Indusów. Jeszcze więcej traci cały swój dobytek. W Pendżabie dochodzi do wojny domowej między muzułmanami a sikhami żądającymi własnego niepodległego Sikhistanu. Zamęt i terror wzmagają bojówki Ligi przemocą przekonywające niechętnych podziałowi muzułmanów do zmiany poglądów. By opanować ten krwawy chaos nowy wicekról Indii Lord Mountbatten 3 czerwca 1947 roku ogłasza podział Indii na Indie i Pakistan stworzony z prowincji, gdzie większość stanowią muzułmanie (podzielone Bengal i Pendżab, Sind i po referendum Północno-Zachodnia Prowincja Graniczna).
W połowie XVIII wieku załamuje się władza muzułmańska w Indiach. Anglicy na prawie 200 lat obejmują rządy na subkontynencie. Dla różnych osób w różnym momencie, co innego oznaczało być muzułmaninem w Indiach, niemniej ideałem pozostał islam jako religia, państwo, prawo i ideologia. Zmiany w Indiach pod wpływem okupacji brytyjskiej postawiły przed muzułmanami pytanie o charakter ich wspólnoty: czy będzie ona tylko religijna, religijno-kulturowa czy narodowa? Czy będą tylko muzułmanami, muzułmanami indyjskimi czy Pakistańczykami? W 1947 roku większość z nich opowiedziała się za Pakistanem.

## Sławni muzułmanie indyjscy
- Święci suficcy Moinuddin Chishti z Adżmeru, i Nizam-ud-din Aulia z Delhi, których święta obchodzi się co roku, Makhdoom Ali Mahimi(1372–1431) sufijski święty uczeń Nizama Aulii Amir Chosrou, poeta, muzyk i historyk (grób jego miejscem pielgrzymek i muzułmanów i hindusów), Hazrat Inayat Khan, założyciel Międzynarodowego Zakonu Sufi,
- Mogołowie: Akbar, Szahdżahan, Aurangzeb,
- politycy – Muhammad Ali Jinnah, Muhammad Iqbal, Abul Kalam Azad, Ahmad Raza Khan, Syed Ahmed Khan, Bahadur Yar Jung,
- piszący na temat islamu: Maulawi Muhammad Fazal Khan Changawi(1868–1938), Basharat Ahmad (1876–1943),
- imamowie szyiccy – Sheikh Abubacker Ahmad

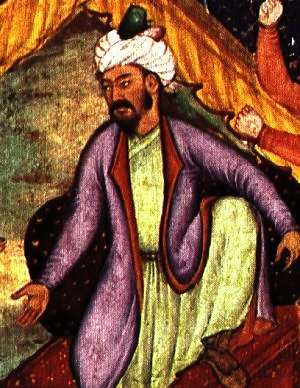
Baber(1483–1530), założyciel dynastii
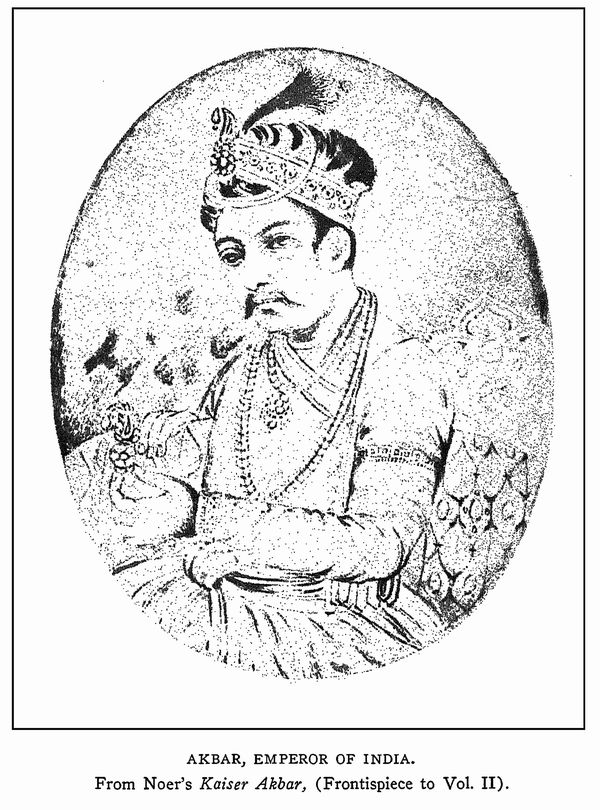
Akbar Wielki (1542–1605- cesarz z dynastii Mogołów
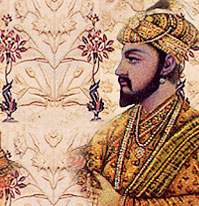
Szahdżahan(1592–1666), piąty z dynastii Mogołów
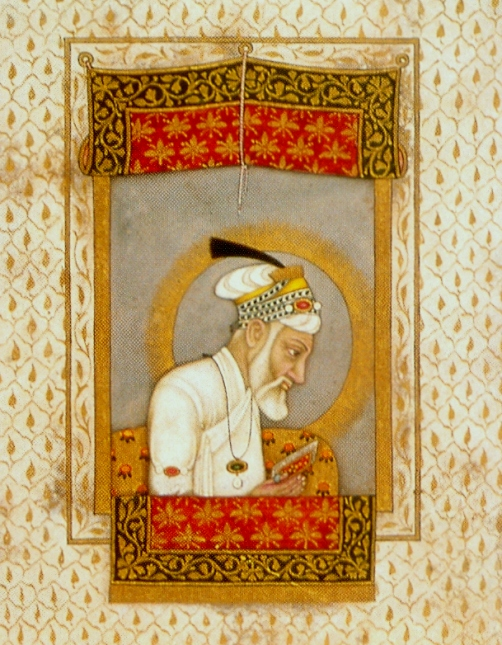
Aurangzeb (1618–1707), szósty z dynastii Mogołów, czytający Koran
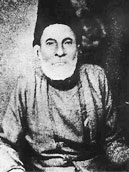
Mirza Ghalib, poeta (1797–1869)
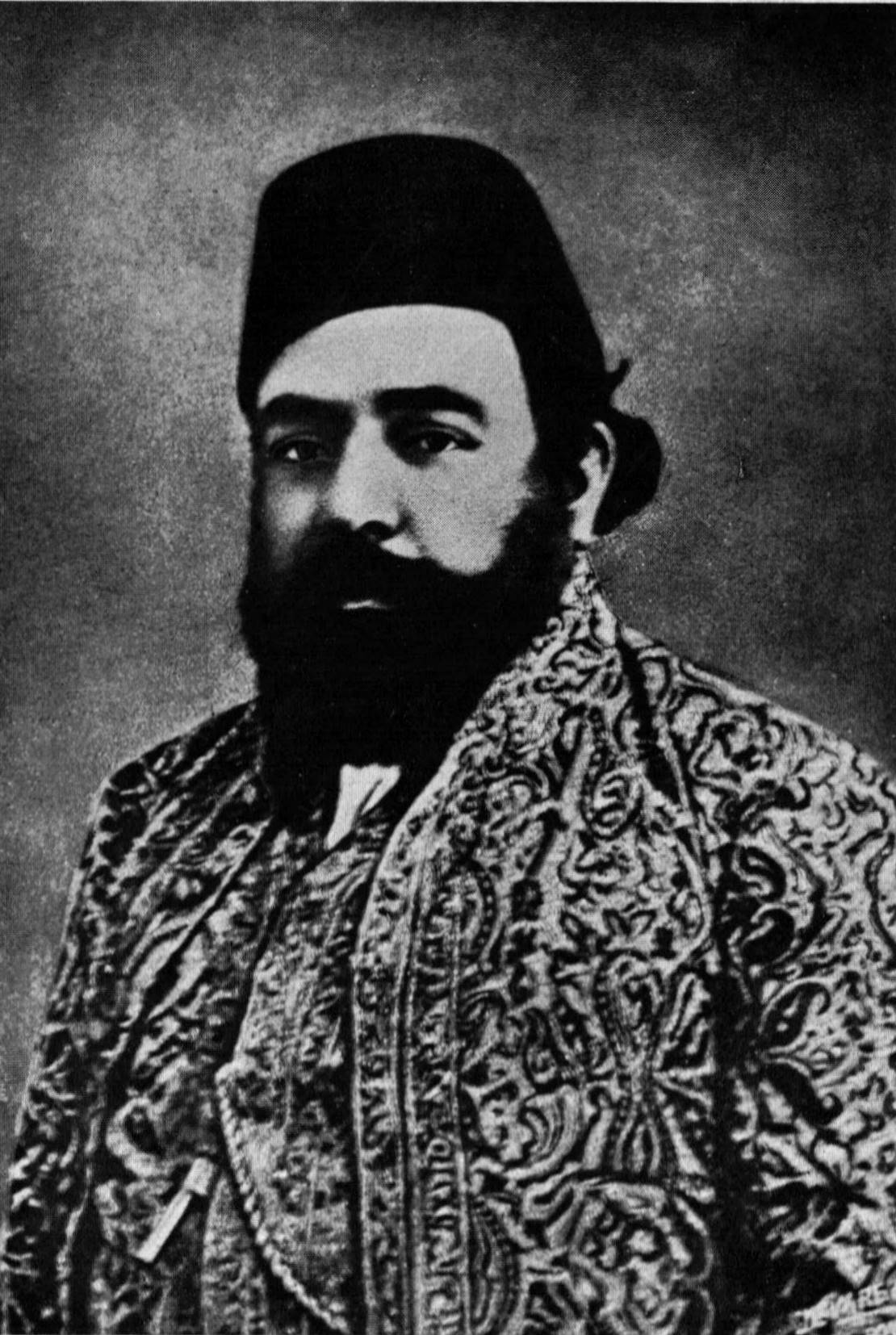
Aga Chan II (1831–1885) -imam aga chanów (głównej gałęzi nizarytów) w latach 1881–1885).
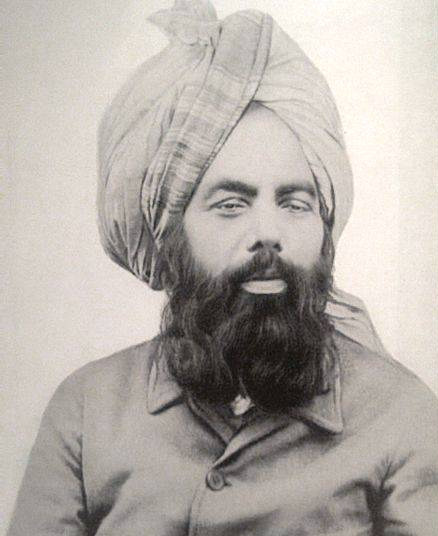
Mirza Ghulam Ahmad,indyjski reformator religijny (1835–1908), założyciel Ahmadiyyi.
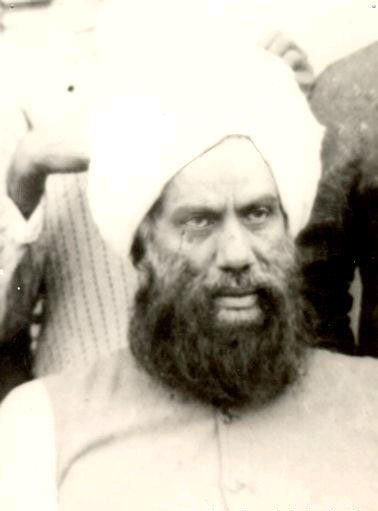
Noor-ud-Din (1841–1914), teolog, pisarz, głowa ruchu Ahmadija (wybrany po śmierci Mirza Ghulam Ahmada
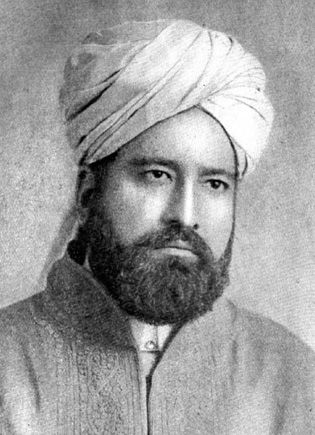
(1870–1932)Khwaja Kamal-ud-Din, działacz ruchu Ahmadija w Lahore, pisał na temat wiary (Koranu, związków islamu z chrześcijaństwem itd)
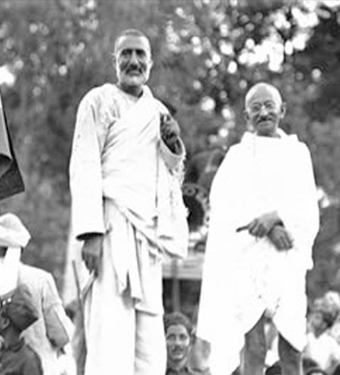
Khan Abdul Ghaffar Khan – polityk indyjski, duchowy przywódca Pasztunów (1890–1988), z hindusem Gandhim
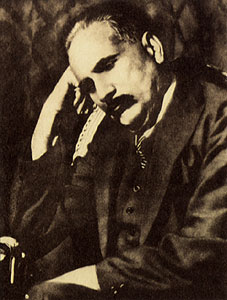
Muhammad Iqbal (1877–1938) – indyjski teolog, mistyk, filozof, działacz polityczny, poeta i prawnik
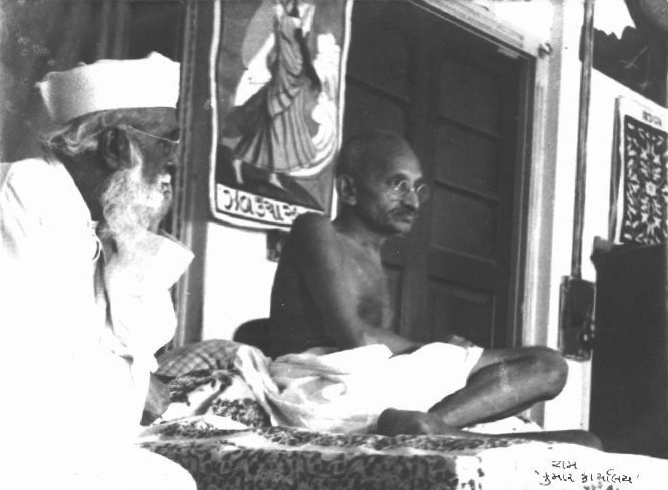
Abbas Tyabji (1853–1936) – bojownik o wolność Indii od Brytyjczyków, przejął od Mahatmy kierownictwo marszem solnym, tu z Gandhim
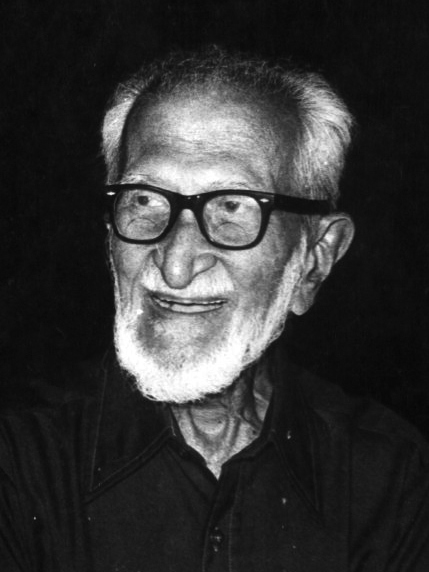
Salim Ali (1896–1987) – naukowiec, ornitolog

## Zabytki architektury muzułmańskiej

### Zabytki wpisane naListę UNESCO

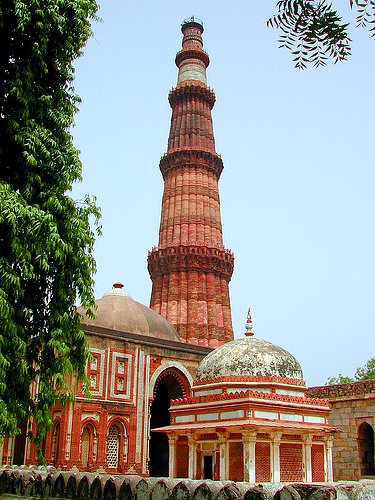
Kutb Minar

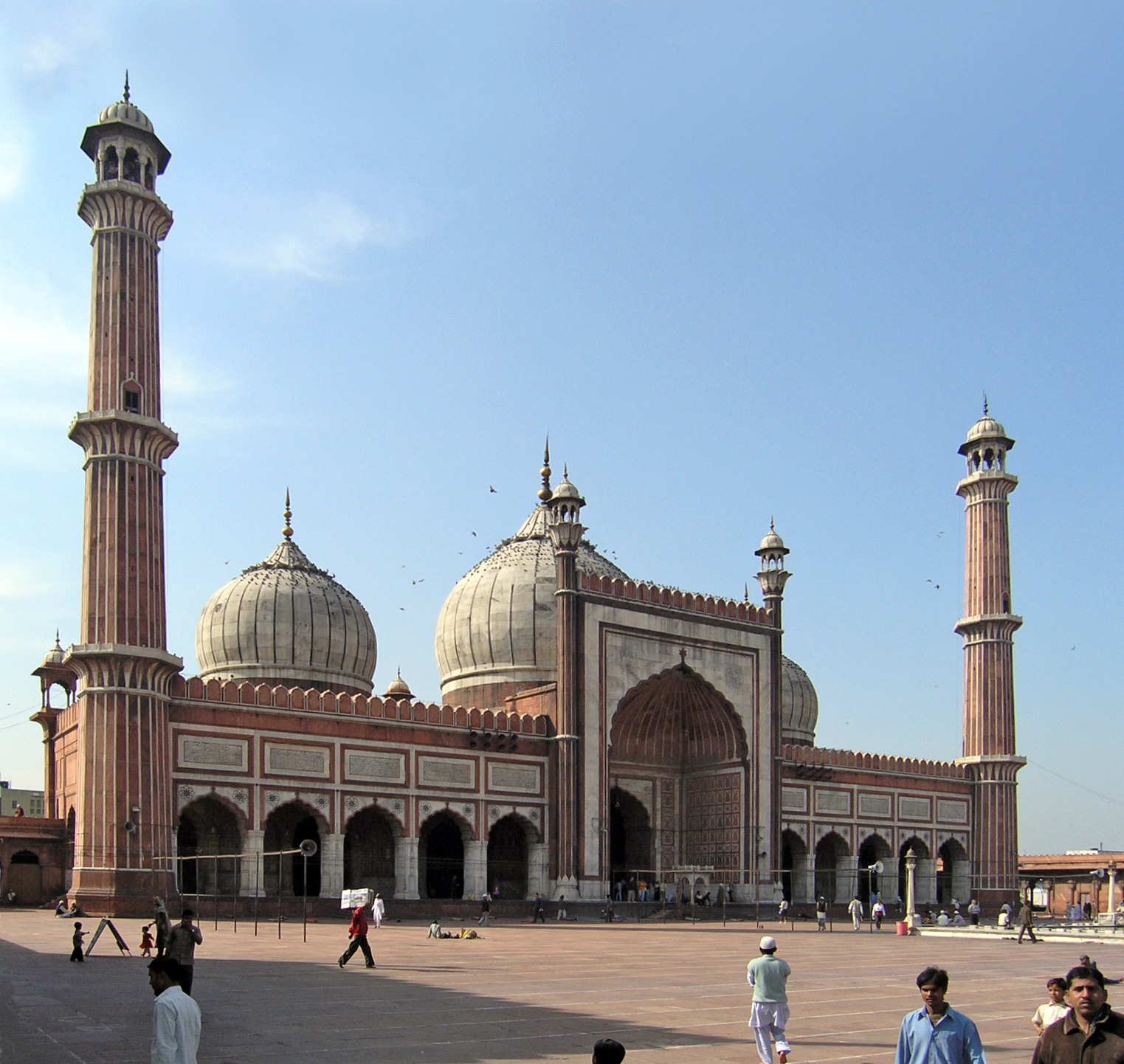
Największy meczet w Indiach Dżami Masdżid

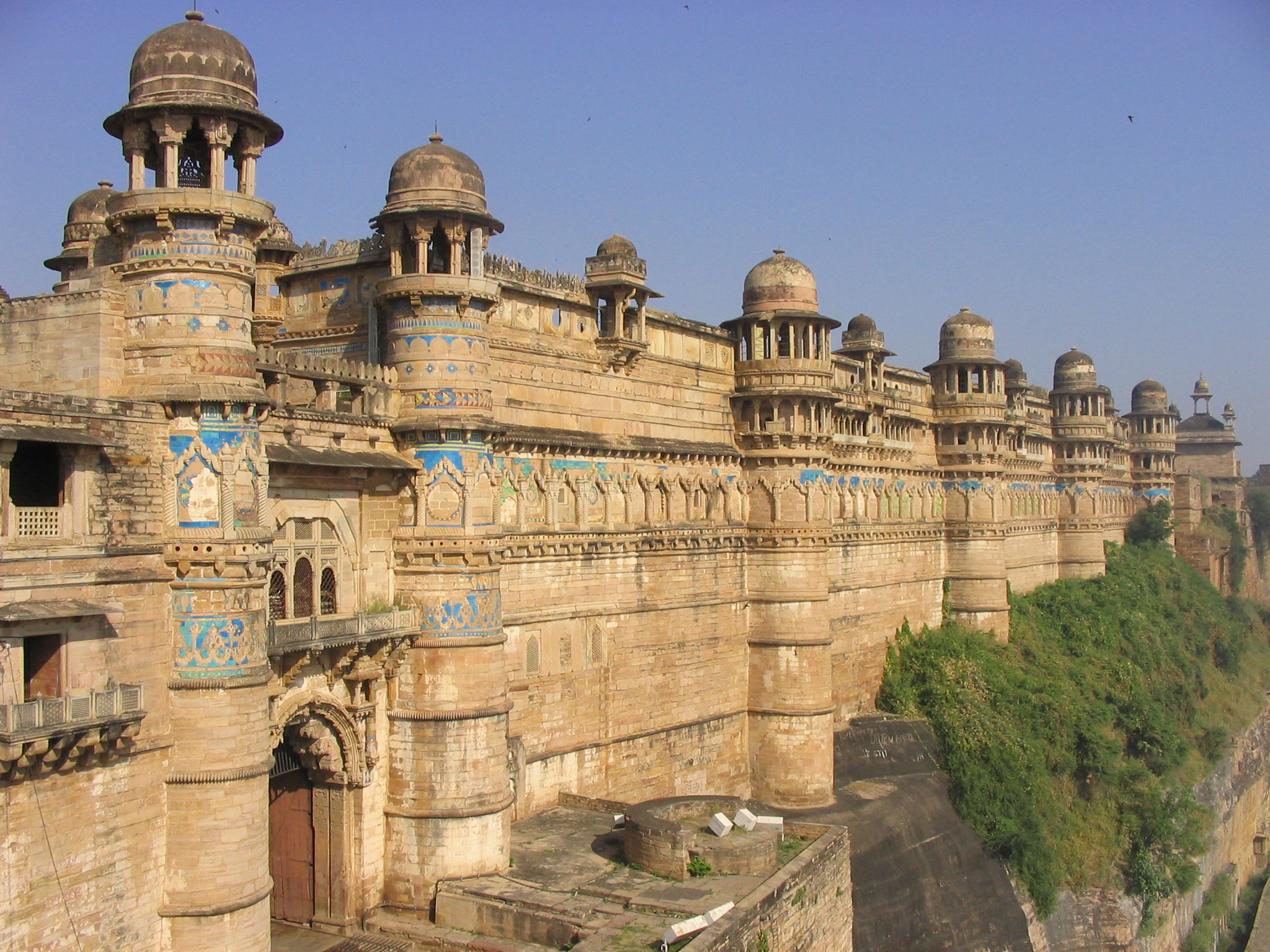
Fort w Gwaliorze

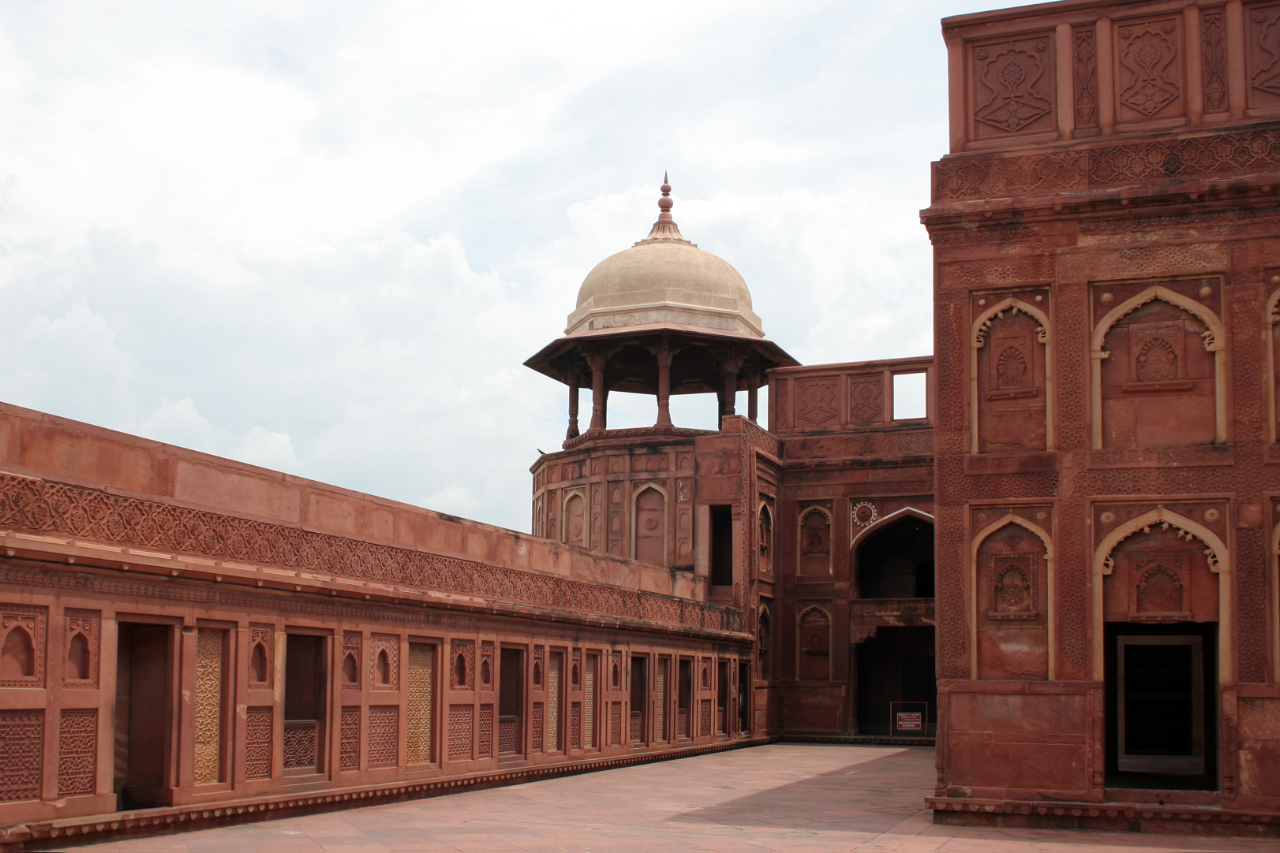
Czerwony Fort w Agrze

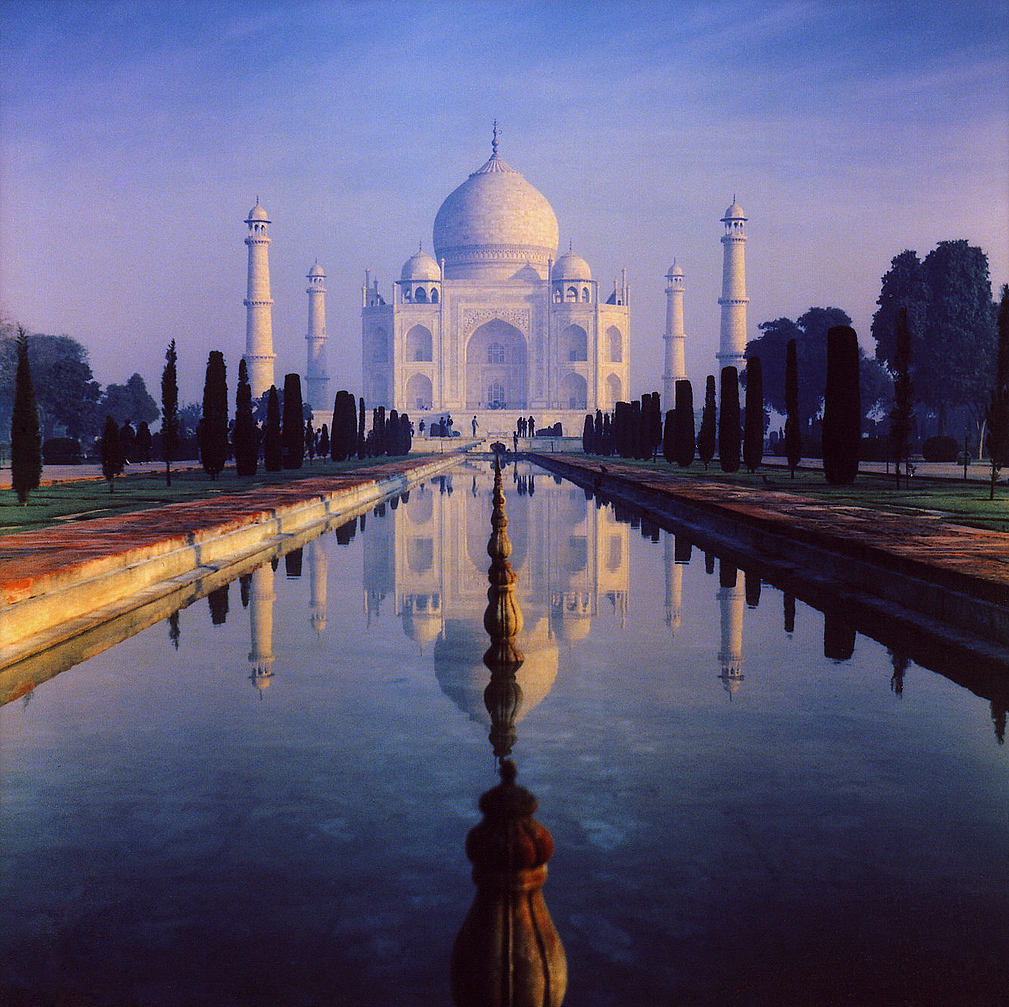
grobowiec Tadź Mahal w Agrze

- Kutb Minar w Delhi
- Grobowiec Humajuna w Delhi
- Meczet Dżami Masdżid w Delhi
- Czerwony Fort w Delhi
- Fatehpur Sikri
- Czerwony Fort (Agra)
- Tadź Mahal w Agrze

### Pozostałe zabytki
- w Agrze groby Firuza Khana i Etemada ad-Douli
- Gwalijar
- Mughal w Allahabadzie
- Charminar w Hajdarabadzie
- grobowiec Qutab Shahi w Hajdarabadzie
- Golkonda
- grobowiec w Nakkodarze
- Adhai-Din Ka Jhompra w Adźmerze
- Jami Masjid (meczet Szahdżahana) w Adźmerze
- meczet Adina w Pandua w Bengalu
- Shahi Mosque w Udajpurze
- Atala Masjid w Jaunpur
- meczety Ahmedabadu (Gudźarat)
- Shehr-ki-Masjid w Chaupanar (Gudźarat)
- Kutb-ut-Din w Barodzie
- w Chunar
- w Sasaram
- w Maner
- w Dujana w Harianie
- w Burhanpur
- Jama Masjid w Lucknow
- Gulab Bari w Fajzabadzie
- w Meirut
- meczety i hawele w Tonk, koło Jaipuru w Radżastanie
- grobowiec Adila Shaha, (Bijapur, w stanie Karnataka)
- w Dholpur -grobowiec Bibi Zarina i Late Mughal
- i inne

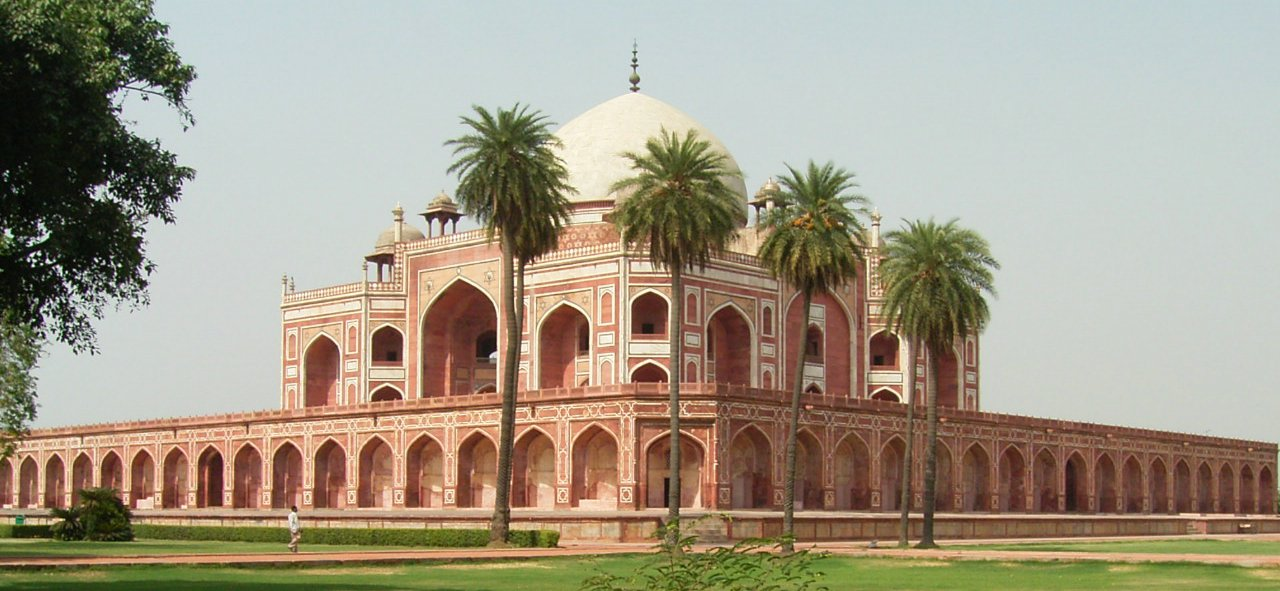
Grobowiec Humajuna w Delhi